# گمینا ویژخووو
گمینا ویژخووو (به لهستانی:  Gmina Wierzchowo) یک گمینا در لهستان است که در شهرستان دراوسکو واقع شده‌است. گمینا ویژخووو ۲۲۹٫۲۵ کیلومتر مربع مساحت و ۴٬۴۸۹ نفر جمعیت دارد.